# Przytyk (gmina)
Przytyk (do 1870 gmina Podgajek) – gmina miejsko-wiejska w województwie mazowieckim, w powiecie radomskim. W latach 1975–1998 gmina położona była w województwie radomskim.
Siedziba gminy to Przytyk.
Według danych z 30 czerwca 2004 gminę zamieszkiwało 7080 osób. Natomiast według danych z 31 grudnia 2019 roku gminę zamieszkiwało 7308 osób.

## Struktura powierzchni
Według danych z roku 2002 gmina Przytyk ma obszar 134,12 km², w tym:
- użytki rolne: 80%
- użytki leśne: 13%

Gmina stanowi 8,77% powierzchni powiatu.

## Demografia

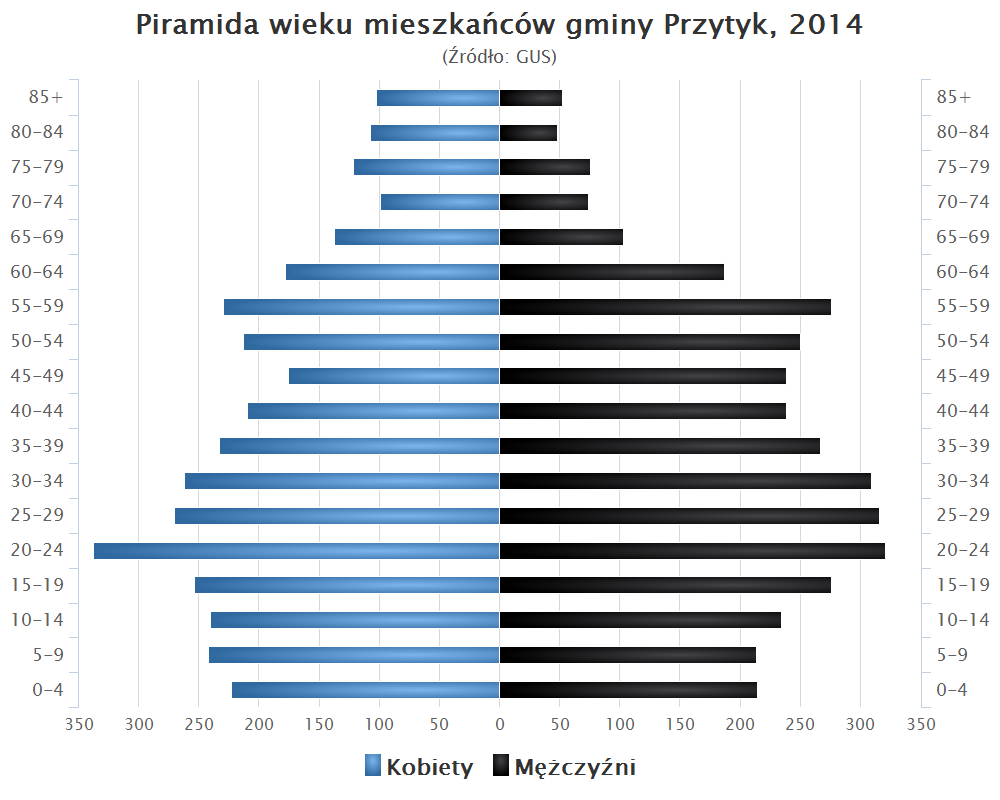
Piramida wieku mieszkańców gminy Przytyk w 2014 roku

Dane z 30 czerwca 2004:
| Opis                              | Ogółem | Ogółem | Kobiety | Kobiety | Mężczyźni | Mężczyźni |
| --------------------------------- | ------ | ------ | ------- | ------- | --------- | --------- |
| jednostka                         | osób   | %      | osób    | %       | osób      | %         |
| populacja                         | 7080   | 100    | 3486    | 49,2    | 3594      | 50,8      |
| gęstość zaludnienia (mieszk./km²) | 52,8   | 52,8   | 26      | 26      | 26,8      | 26,8      |

## Sołectwa
Dęba, Domaniów, Glinice, Goszczewice, Jabłonna, Kaszewska Wola, Krzyszkowice, Maksymilianów, Młódnice, Oblas, Ostrołęka, Podgajek, Posada, Potkanna, Przytyk, Słowików, Stefanów, Studzienice, Sukowska Wola, Suków, Wola Wrzeszczowska, Wólka Domaniowska, Wrzeszczów, Wrzos, Wygnanów, Żerdź
Wsie bez statusu sołectwa: Borowiec Pierwszy, Gaczkowice, Sewerynów.

## Sąsiednie gminy
Potworów, Przysucha, Radzanów, Stara Błotnica, Wieniawa, Wolanów, Zakrzew